# Райнер Шпурцем
Райнер Шпурцем (нім. Rainer Spurzem) — німецький астроном, професор в Інституті астрономічних обчислень в Гайдельберзькому університеті та в Інституті Кавлі з астрономії та астрофізики в Пекінському університеті, спеціаліст з чисельних моделювань в зоряній динаміці. Досліджує динаміку зоряних скупчень, чорних дір, планетних систем, використовуючи для цього комп'ютерні моделювання на відеокартах.

## Біографія
Райнер Шпурцем вивчав фізику та астрономію в Геттінгенському університеті. Вже його перша наукова публікація 1981 року була присвячена впливу чорної діри на щільну зоряну систему, — темі, яка стала однією з головних в його подальших наукових дослідженнях. 1988 року захистив дисертацію доктора філософії в Геттінгенському університеті.
В 1990-х роках, після захисту дисертації, Шпурцем працював асистентом у Вюрцбурзький університет та асистентом у Кільському університеті. Працював постдоком і робив короткі дослідницькі стажування у Великій Британії, Японії та США.
З 1996 року Шпурцем працював в Інституті астрономічних обчислень в Гайдельберзькому університеті. 1997 року зробив габілітацію, а 2003 року був призначений доцентом. За його ініціативою в 1993 році в Європу вперше були доставлені спеціальні комп'ютери GRAPE для астрофізичних розрахунків задачі N тіл, а в 2005 році в Гайдельберзі був запущений суперкомп'ютер GRACE. Є лідером наукової групи в Інституті астрономічних обчислень, яка займається чисельним моделюванням формування і еволюції галактик, кулястих зоряних скупчень, чорних дір і планетних систем.
2009 року був запрошений як професор-візітер до Національних астрономічних обсерваторій Китаю. Відтоді в рамках проєкта «Шовковий шлях» працював в Національних астрономічних обсерваторіях Китаю та в Інституті Кавлі з астрономії та астрофізики в Пекінському університеті. В 2010 Шпурцем побудував суперкомп'ютер Laohu Tiger, який став одним з перших в Китаї суперкомп'ютерів на прискорених відеокартах. В 2012 Шпурцем став одним з 20 «закордонних експертів», запрошених на зустріч з китайським президентом Сі Цзіньпіном.

## Наукові результати
Головний науковий підхід Райнера Шпурцема — прямі чисельні моделювання взаємодії великої кількості гравітуючих частинок. Такий підхід дозвиляє йому досліджувати динаміку зоряних скупчень, планетних систем, злиття надмасивних чорних дір в центрах галактик. Він бере активну участь в розробці коду NBODY6, який його наукова група використовує для таких моделювань. Моделювання проводяться на кластерах відеокарт.
Разом зі Сверре Арсетом Шпурцем був першим, хто промоделював колапс ядра зоряного скупчення за допомогою прямого моделювання гравітаційної взаємодії зір на суперкомп'ютері Cray.
Знайшов ефективні способи злиття на подвійних надмасивних чорних дір під час зіткнень галактик. В інших моделюваннях чорні діри передавали свій момент імпульсу зорям, наближались на відстань порядку 1 парсека, але далі не зближувалися, бо залишалось занадто мало зір на орбітах, які проходять поблизу чорних дір. Шпурцем зі співавторами врахував асиметрію розподілу зір в центрі галактики, що "дозволило" новим зорям наближатись до чорних дір і таким чином розв'язали цю «проблему останнього парсека».